# Hamburg-Sülldorf
Hamburg-Sülldorf is een onderdeel (Stadtteil) van het district (Bezirk) Hamburg-Altona in de Duitse gemeente Hamburg, en hoort bij de Elbvororte van Hamburg (de stadsdelen direct aan de Elbe).
In het zuiden grenst Rissen aan Blankenese, in het noorden aan Schenefeld in de deelstaat Sleeswijk-Holstein, in het oosten aan  Iserbrook, en in het westen aan Hamburg.
.

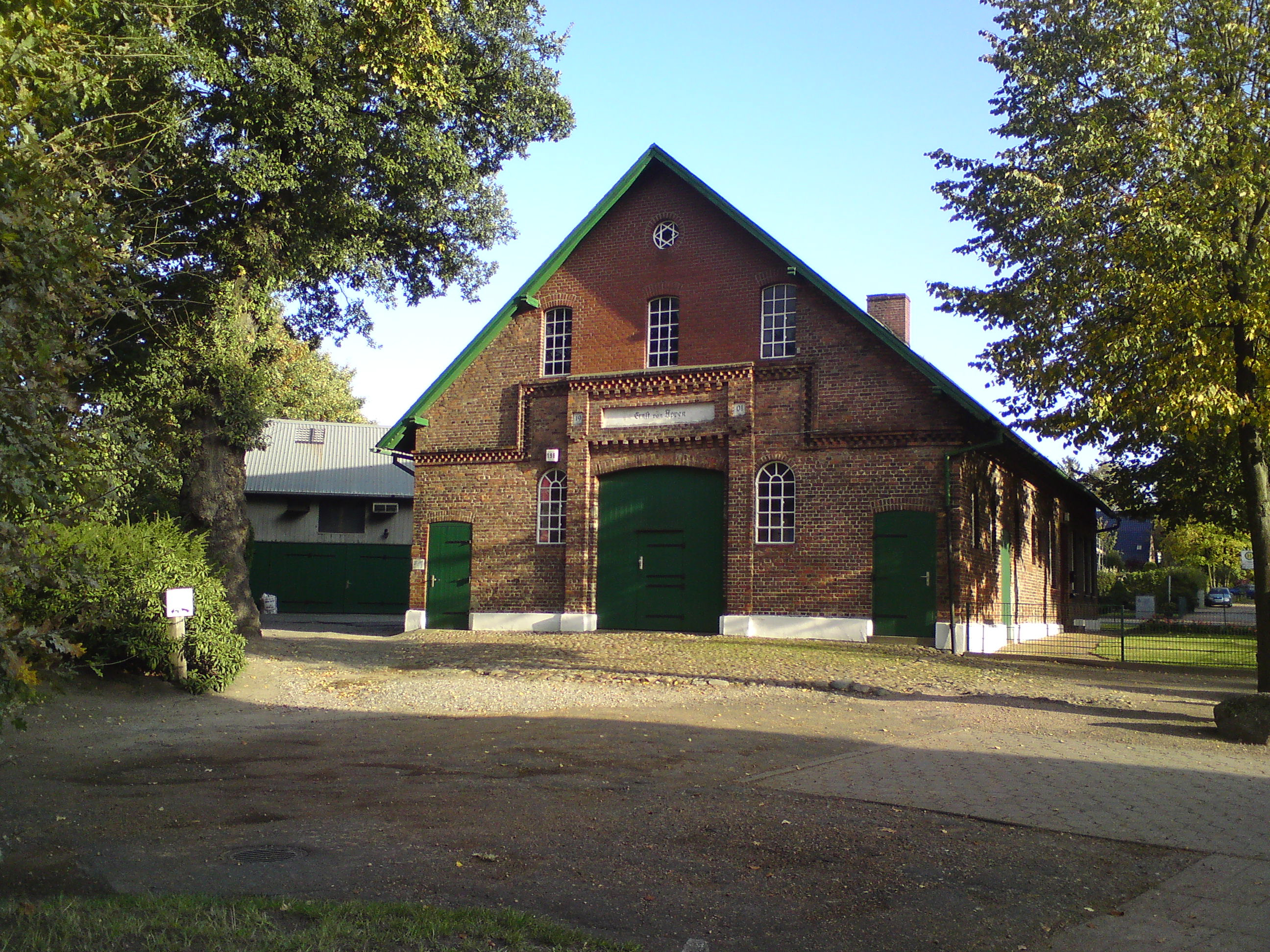
Boerderij Ernst von Appen uit 1901

Ten noorden van de B431 en de S-Bahn is het oude boerendorp nog gedeeltelijk bewaard, tussen de landbouwgebieden van de Sülldorf-Risseer Feldmark, die in het noordwesten overgaan in het beboste Klövensteen.
Ten zuiden van de Feldmark vindt men er vooral recentere woningen, zowel vrijstaand als rijbouw, alsook enkele appartementsgebouwen uit de jaren 1960-1970, zoals bij het S-Bahn-station Iserbrook. Een sociale woonwijk met prefab-betonpanelen, uit de jaren 1950 bevindt zich tussen Op'n'Hainholt en de S-Bahn.

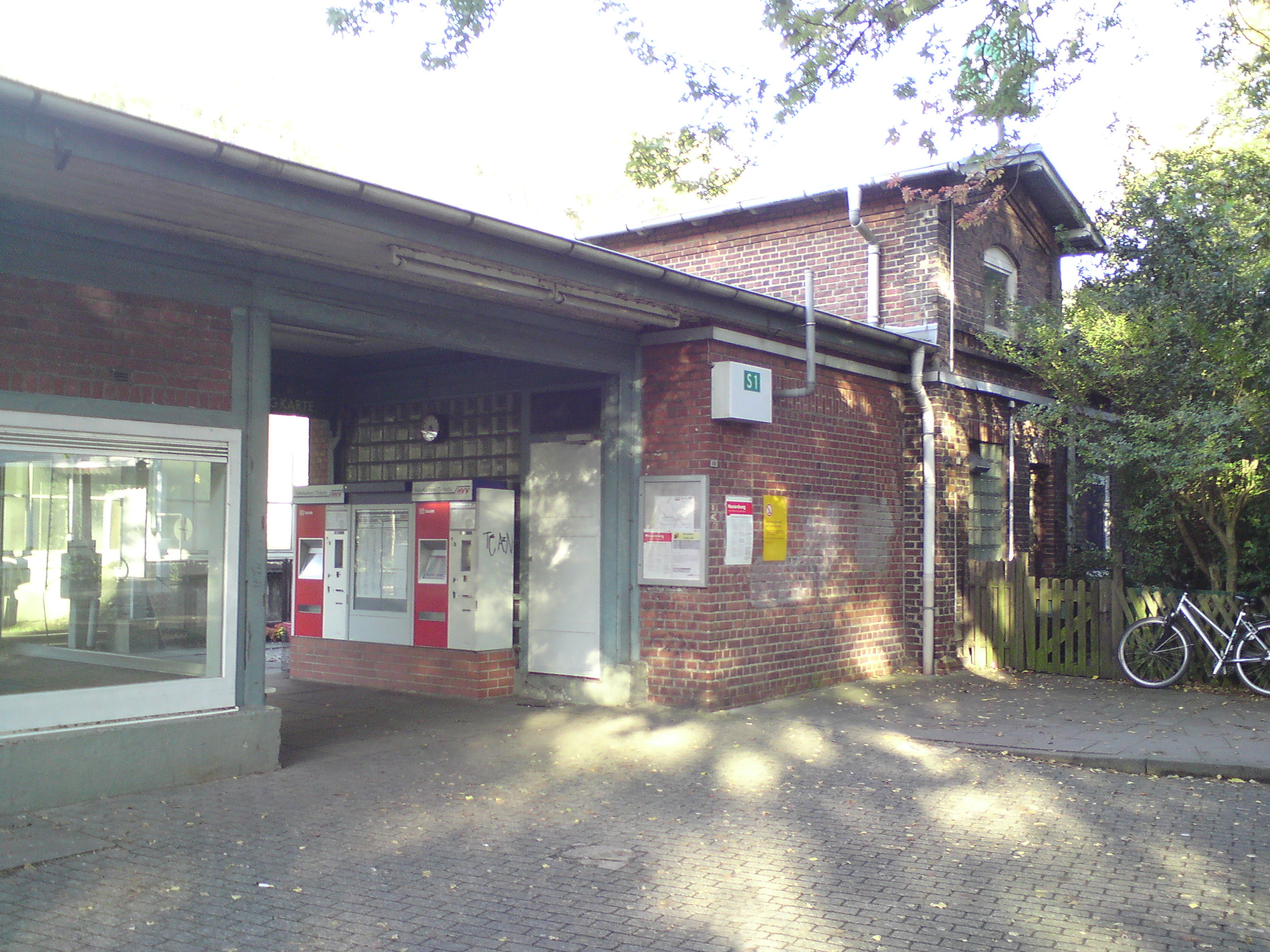
S-Bahnstation: ingang

Sülldorf heeft sinds 1883 een station, thans het S-Bahn-station op de lijn S1.